# Орменьо, Вальтер
Франсиско Вальтер Орменьо Аранго (исп. Francisco Walter Ormeño Arango; 3 декабря 1926, Лима — 4 января 2020, Мехико) — перуанский футболист и мексиканский тренер. Он играл на позиции вратаря. За свой большой рост получил прозвище «Гулливер».

## Карьера игрока
Он дебютировал в клубе «Университарио» в 1946 году и выиграл два титула чемпиона Перу: первый в год дебюта и второй в 1949 году. К 1950 году он эмигрировал в Колумбию, где играл за «Атлетико Насьональ», в этой команде он и получил прозвище Гулливер.
Позже в сезоне 1952/53 он был нанят аргентинским «Бока Хуниорс», он провёл в клубе три сезона, но без особого успеха. В 1956 году он отправился в «Росарио Сентраль». Когда он покидал клуб, аргентинский журнал El Gráfico написал следующее:

С уходом Орменьо клуб покидает больше, чем футболист, целый человек, один из тех, кто может войти в зал славы.

Затем он вернулся в Перу, перейдя в «Альянса Лима». Позже он эмигрировал в Мексику, где добился больших успехов, как в качестве игрока, так и тренера.
В Мексике в сезоне 1959/60 он играл за столичную «Америку». В одном из матчей он поругался с судьёй, а затем ударил его, за что был дисквалифицирован на год. В 1961 году он отправился играть в Канадскую лигу за «Монреаль». По возвращении в Мексику он играл за «Америку», «Сакатепек», «Атланте» и «Депортиво Морелию».
В составе сборной Перу он дебютировал в 1949 году на чемпионате Южной Америки, провёл все матчи в основе, а его команда заняла третье место. Всего сыграл за сборную 13 матчей.
Он завершил карьеру в 1964 году и после нескольких курсов и семинаров начал тренерскую деятельность.

## Карьера тренера
В сезоне 1964/65 он руководил «Атланте», с которым занял пятую позицию в чемпионате, но в середине сезона 1965/66 его сменил Октавио Виаль. В следующем сезоне 1966/67 он руководил повысившимся в классе «Крус Асуль», но после трёх игр его заменил Рауль Карденас.
В 1967 году он возглавил «УНАМ Пумас», с которым занял второе место, отстав на четыре очка от «Толуки», которая выиграла свой первый чемпионат. В 1968 году он стал тренером «Америки» и работал с клубом до 1970 года. В сезоне 1970/71 он руководил «Пачукой», но после 11 игр его уволили.
В 1970 году он переехал в Гватемалу, где совокупно выиграл пять чемпионских титулов: четыре — с «Комуникасьонес» (1971, 1972, 1979 и 1991) и ещё один с «Мунисипаль» (1989).
В сезоне 1972/73 он вернулся из Гватемалы, чтобы возглавить «Гвадалахару», а в 1974 году он стал тренером «Атлетико Эспаньол». В сезоне 1975/76 он стал у руля «Веракруса». По приезде в клуб он выдал фразу: «Со мной футбол прибыл в Веракрус!». Это вызвало большое негодование среди болельщиков, которые сочли слова Орменьо неуважением к предыдущим достижениям клуба. Тренер привёл в клуб перуанских игроков, в частности Хуана Карлоса Облитаса и Эладио Рейеса. Однако плохие результаты команды побудили руководство распрощаться с Орменьо. В сезоне 1980/81 он вернулся в «Атлетико Эспаньол», он готовил клуб к плей-офф (Лигилье), но выступил неудачно. В 1981 году он возглавил «Леон», а в 1982 году перешёл в «Некаксу», где оставался до 1984 года.

## Смерть
Согласно информации, предоставленной одним из его детей, Вальтер Орменьо умер из-за возрастных осложнений. За 15 дней до смерти у него был повышенный уровень калия в сыворотке крови, который впоследствии был нормализован. На момент смерти ему было 93 года.